# Tânia (football)
Tânia Maria Pereira Ribeiro, plus communément appelée Tânia, née le 10 mars 1974 à São Luís, est une footballeuse internationale brésilienne évoluant au poste de défenseuse.

## Biographie

### En sélection
Internationale brésilienne, elle participe aux éditions 1995 (premier tour), 1999 (troisième), 2003 (quart de finaliste) et 2007 (finaliste).
Elle participe également aux éditions 1996 (quatrième), 2000 (quatrième), 2004 (médaille d'argent) et 2008 (médaille d'argent) des Jeux olympiques.
Avec le Brésil, elle remporte la Copa América en 2003 et les Jeux panaméricains en 2003 et 2007.